# Тао
Народ тао — австронезійська етнічна група, що походить з крихітного острова Орхідей на Тайвані. Вони мають морську культуру, з великим ритуальним і духовним значенням, яке надається будівництву човнів і рибальству. Їхньому способу життя загрожує тривала еміграція на материкову частину Тайваню в пошуках роботи та освіти. Як наслідок, збереження традицій було погіршено. Незважаючи на те, що народ тао пов'язаний як з іншими корінними народами Тайваню, так і з філіппінським населенням, народ тао залишається унікальним у своїх звичаях і культурних практиках.
В офіційних документах і науковій літературі народ тао частіше записувався під екзонімом «люди ямі» після того, як японський антрополог Торі Рюзо ввів цю назву в 1897 році. Однак, як колектив, ці жителі острова Орхідей зазвичай віддають перевагу «людям тао» як ідентифікатор своєї групи. Нещодавно вони успішно звернулися до Ради корінних народів уряду Тайваню з проханням використовувати назву «Тао» замість «ямі».
Посилаючись на загрози їхнім культурам і проблеми зі здоров'ям, тао протестували проти заводу з ядерних відходів, який уряд нав'язав їхньому острову в 1982 році, і виступали за його ліквідацію.

## Походження

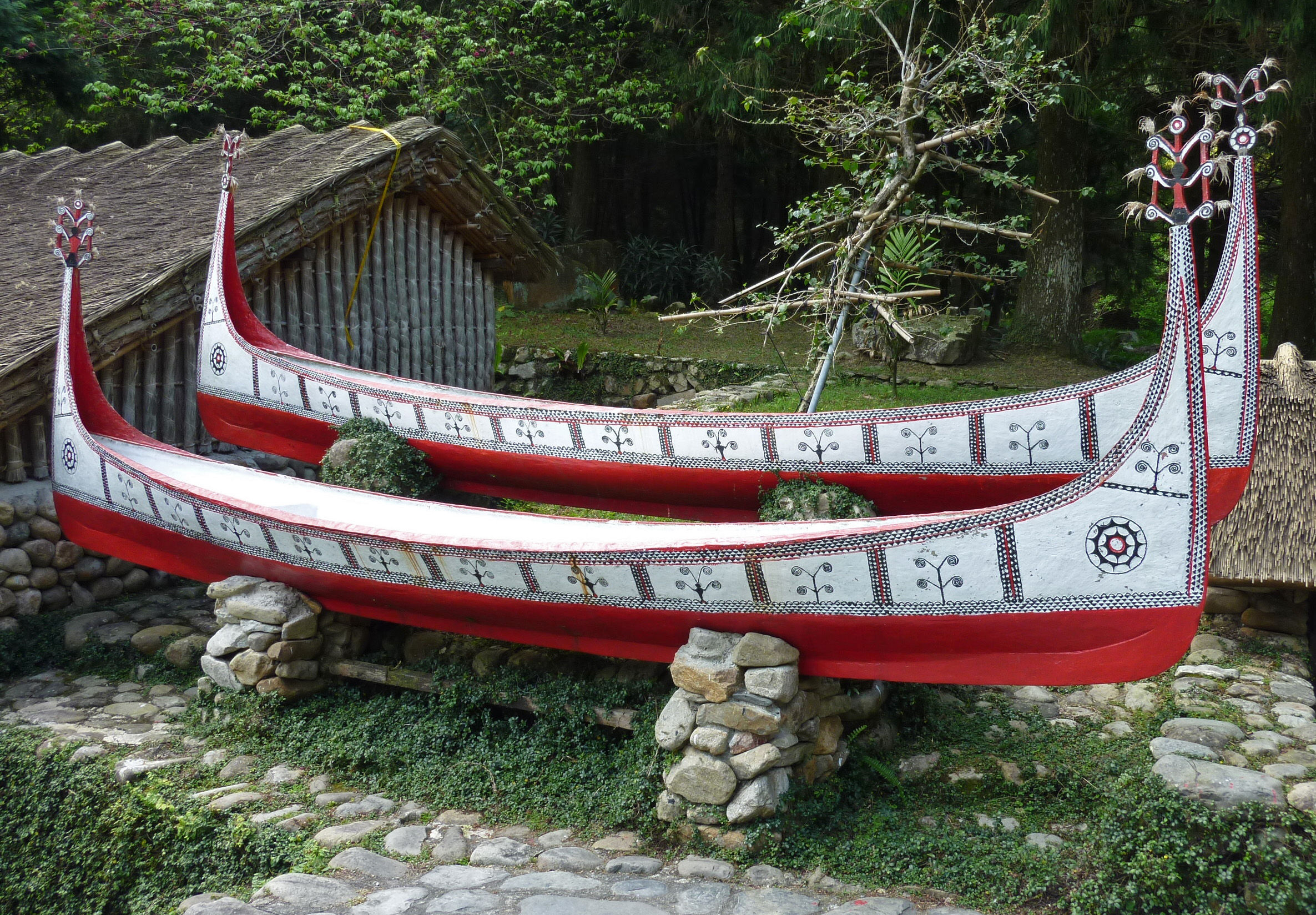
Каное тао-іпанітика в культурному селі тубільців Формози з придурковими орнаментами на носі та кормі. Вони прикрашені малюнками очей (mata-no-tatara) на обох кінцях і зображеннями Магомаога, легендарного народного героя, який навчив Дао будувати човни.

Тао є австронезійцями, як і інші корінні народи Тайваню. Однак досі невідомо, як і звідки вони заселили острів Орхідей. На відміну від інших корінних тайванських груп, вони розмовляють західною малайсько-полінезійською мовою і вважаються більш близькими до етнічних груп Філіппін, зокрема до народу іватан. Загальна теорія, яка відстежує їх походження, стверджує, що їхні предки покинули архіпелаг Батанес на Філіппінах і заселили острів Орхідей приблизно 800 років тому. Це міркування ґрунтується насамперед на мовній схожості народу іватан і тао. Крім того, здається, що ці дві групи торгували козами, свинями, зброєю та золотом приблизно до 300 років тому.
Генетичне дослідження 2011 року показало, що народ тао більш генетично пов'язаний з іншими корінними народами Тайваню на материковій частині Тайваню, ніж з народом іватан на Філіппінах. Однак і тао, і іватан розмовляють близькоспорідненими західною малайсько-полінезійською мовою, і є докази обмеженого потоку генів між групами. Автори дійшли висновку, що острів Орхідей був заселений незалежно від Тайваню в ранній період австронезійської експансії (приблизно 4000 років до нашої ери), а не з островів Батанес, як вважалося раніше. Довгострокові торговельні контакти та обмежені змішані шлюби призвели до сильного культурного та мовного обміну між групами в наступні тисячоліття.
На додаток до народу тао острова Орхідей зростає популяція китайських осіб. Це додає приблизно 1000 осіб до кількості жителів острова.

## Ім'я

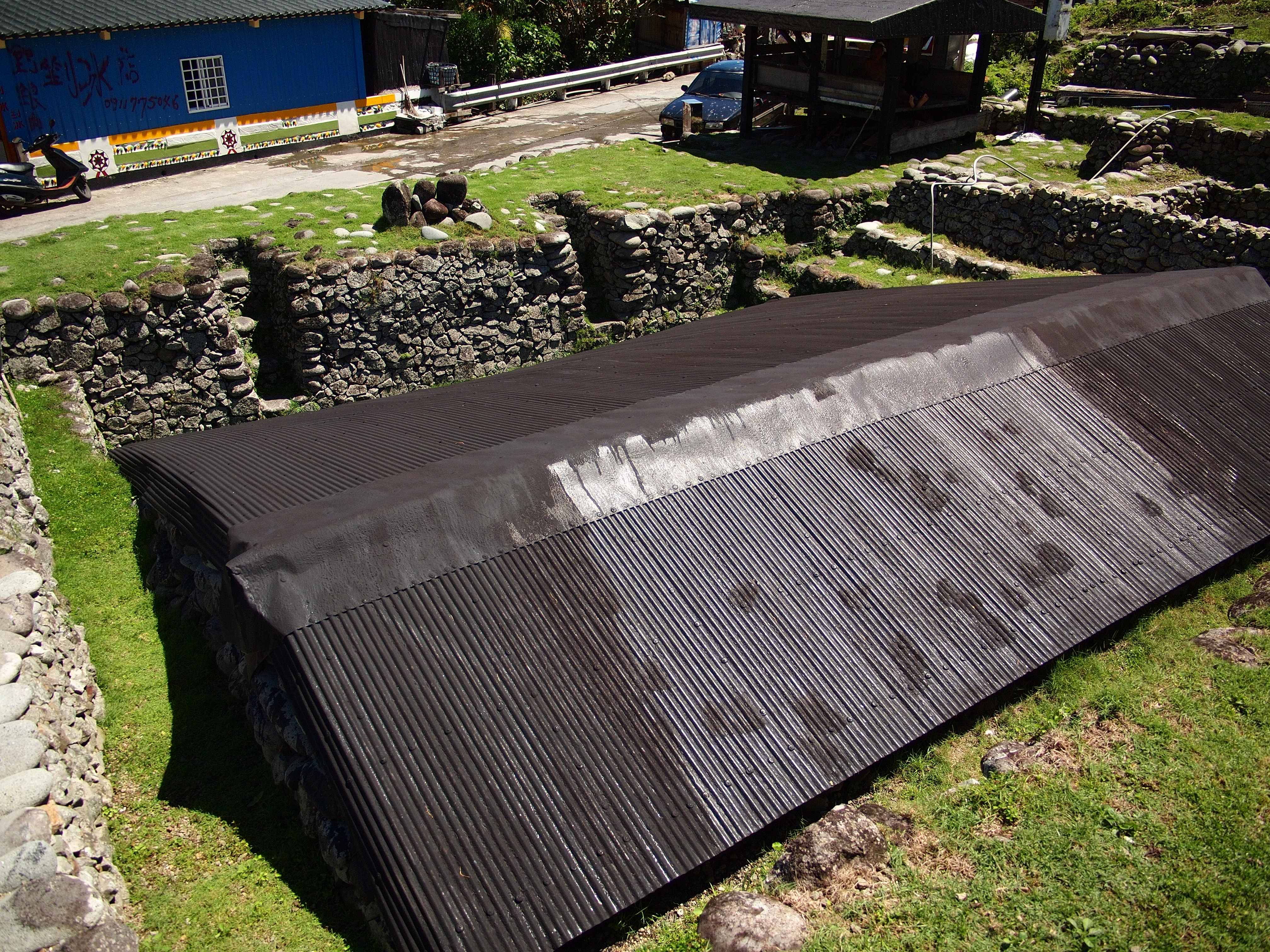
Традиційне житло тао, побудоване частково під землею

Слово «тао» мовою народу дао означає просто «люди». Слово ямі (що означає «північ») походить від японського етнолога Торі Рюдзо. Він використовував цей термін для позначення культури та мови народу тао. Останніми роками деякі люди дао відмовилися від цієї назви, але думки залишаються розділеними. У той час як ця група корінних народів спільно ідентифікується за назвою тао або ямі, окремі громади на острові мають унікальні імена, пов'язані з їх місцем проживання.

## Мова
Мову народу дао можна назвати просто тао або ямі. У народі це називається ciriciring no tao («мовлення людей»). Це малайсько-полінезійська мова, підгрупа австронезійських мов. Точніше кажучи, вона вважається західною малайсько-полінезійською мовою, однією з двох основних гілок австронезійської підгрупи — інша — центрально-східна малайсько-полінезійська. Мова тао є членом батанських мов і об'єднана разом з мовами іватан та ітбаят на Філіппінах. Станом на 1994 рік було загалом 3000 носіїв і 3255 осіб, які вважалися етнічними дао.

## Географія
Острів Орхідей («Ланью» мандаринською) відомий людям дао як Понгсо но Тао («острів людей»), Ірала («обличчям до гори») або Маатау («той, що пливе в морі»). Він розташований приблизно за 40 миль від південно-східного узбережжя Тайваню і безпосередньо на північ від островів Батанес на Філіппінах. Це невеликий острів площею близько 45 квадратних кілометрів із загальним населенням приблизно 4000 осіб. Спочатку ханьці називали його островом Хунтоу (Острів Червоної Голови), однак у 1947 році він був офіційно перейменований на острів Орхідей через багаті плоди орхідей. На острові дуже мало рівнин; натомість його географія складається з крутих гір і горбистої місцевості. Більшість сіл розташовані біля підніжжя гір, тому що річковий стік є джерелом прісної води.

## Історія

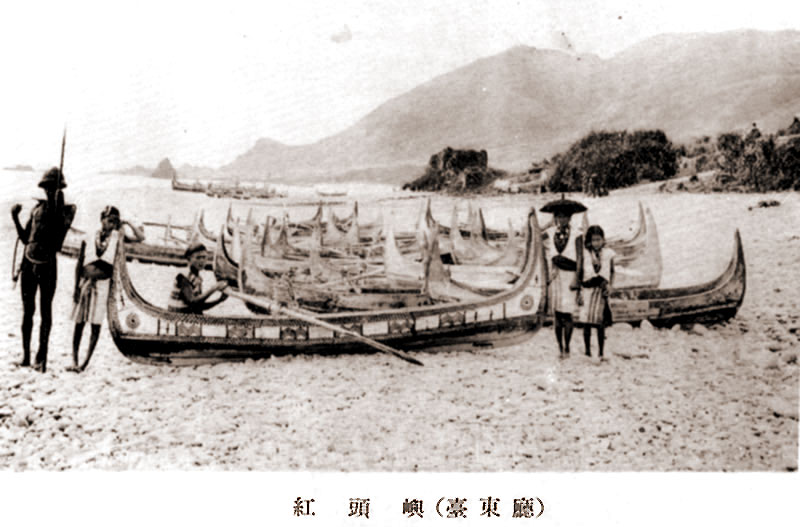
Стара фотографія народу Дао на березі острова Орхідей поблизу Тайваню, опублікована в публікації японського колоніального уряду, бл. 1931 р.

У 1877 році династія Цин заявила про те, що острів Орхідей став частиною своєї Китайської імперії, але не змогла ефективно ним правити. У 1895 році острів разом з Тайванем був переданий Японії. Правління Японії на острові тривало з 1895 по 1945 рік. Протягом цього часу уряд оголосив острів закритим для сторонніх осіб і вважав його зоною етнологічних досліджень. Японський уряд ретельно стежив за будь-яким зовнішнім впливом, який міг би різко втрутитися в спосіб життя народу тао. У результаті культура тао залишається найкраще збереженою з усіх корінних народів Тайваню.
Після поразки Японії у Другій світовій війні у 1945 році Китайська Республіка взяла під свій контроль острів Орхідей. У 1967 році на острові з'явився туризм, що призвело до зростання модернізації серед людей тао.

## Культура

### Ритуали і релігія
Через вестернізацію спільноти їх корінні вірування змішалися з християнськими звичаями. Як наслідок, вони мають систему вірувань, що складається з компонентів вірувань предків та християнських поглядів. Системи вірувань предків тао складалися з кількох рівнів, у кожному з яких були різноманітні боги та духи. Перший рівень є домом для головного бога Сімо-Рапао, який наглядає за всіма іншими богами. Відповідно до міфології тао, він створив перших двох людей на Землі з шматка скелі та шматка бамбука. Він карає і несе відповідальність за всі стихійні лиха, які вражають острів. Сіо-Міма є вихідцем з другого рівня космогонії тао. Вважається, що він контролює решту світу, в якому домінують білі люди. На третьому рівні знаходяться Сі-Торіао і Сі-Ловоловоін. Сі Торіао нібито контролює дощ і блискавку, тоді як Сі-Ловоловоін служить посланцем до всіх богів. На останньому рівні їх давньої релігійної системи вірувань знаходяться злі боги, які можуть покарати народи тао нашестям гусениць і сарани.
Предки людей тао вірили, що богині відповідають за народження їхніх дітей. Відповідно до їхньої традиції, існували окремі богині для кожної статі. Ці богині диктували народження та тривалість життя народу тао. Тривалість життя людини визначали шляхом розколювання кокосового горіха та вимірювання соку, що витікає.
Хоча їхня релігійна система предків була заснована на волі богів, сьогодні люди тао рідко дотримуються такої суворої системи вірувань. Натомість їхня система вірувань змішана з компонентами християнства та залишками їхніх вірувань минулого. Сьогодні багато людей тао прийняли християнство (особливо гілки католицизму та протестантизму). Однак більшість їхніх традиційних християнських ідеологій забруднені стародавніми забобонами. Люди тао дуже бояться аніто, збору злих духів, навіть більше, ніж вони поклоняються всемогутньому Богу. Вони вірять, що коли людина помирає, її або її душа подорожує на Малаванг-а-Понгсо, Білий острів, тоді як решта менших душ зсередини стають аніто. Внаслідок цієї віри вони відчувають неконтрольований страх перед мертвими. Коли індивід тао близький до смерті, родичі та друзі стоять біля його або її смертного ложа в повному бойовому одязі, щоб відбити злих духів. Після початку похорону учасники ловлять крабів і рибу, щоб приготувати їх і з'їсти в цей день на згадку про померлого.
Якоїсь певної церемонії вступу в доросле життя немає. Хлопець вважається повнолітнім, коли йому виповнюється 18-19 років, а дівчина — 16-17 років. Чоловік тао вважається придатним до шлюбу, якщо він бере участь у рибальській команді та може самостійно виконувати свої обов'язки. Щодо жінок, то вони повинні бути досвідченими у вирощуванні таро та ткацтві. Коли обидві сторони можуть одружитися, родичі обох сімей офіційно роблять пропозицію батькам жінки, даруючи подарунки. Якщо її батьки погоджуються на ці пропозиції, вони однозначно приймають пропозицію.

### Риболовля та церемонія

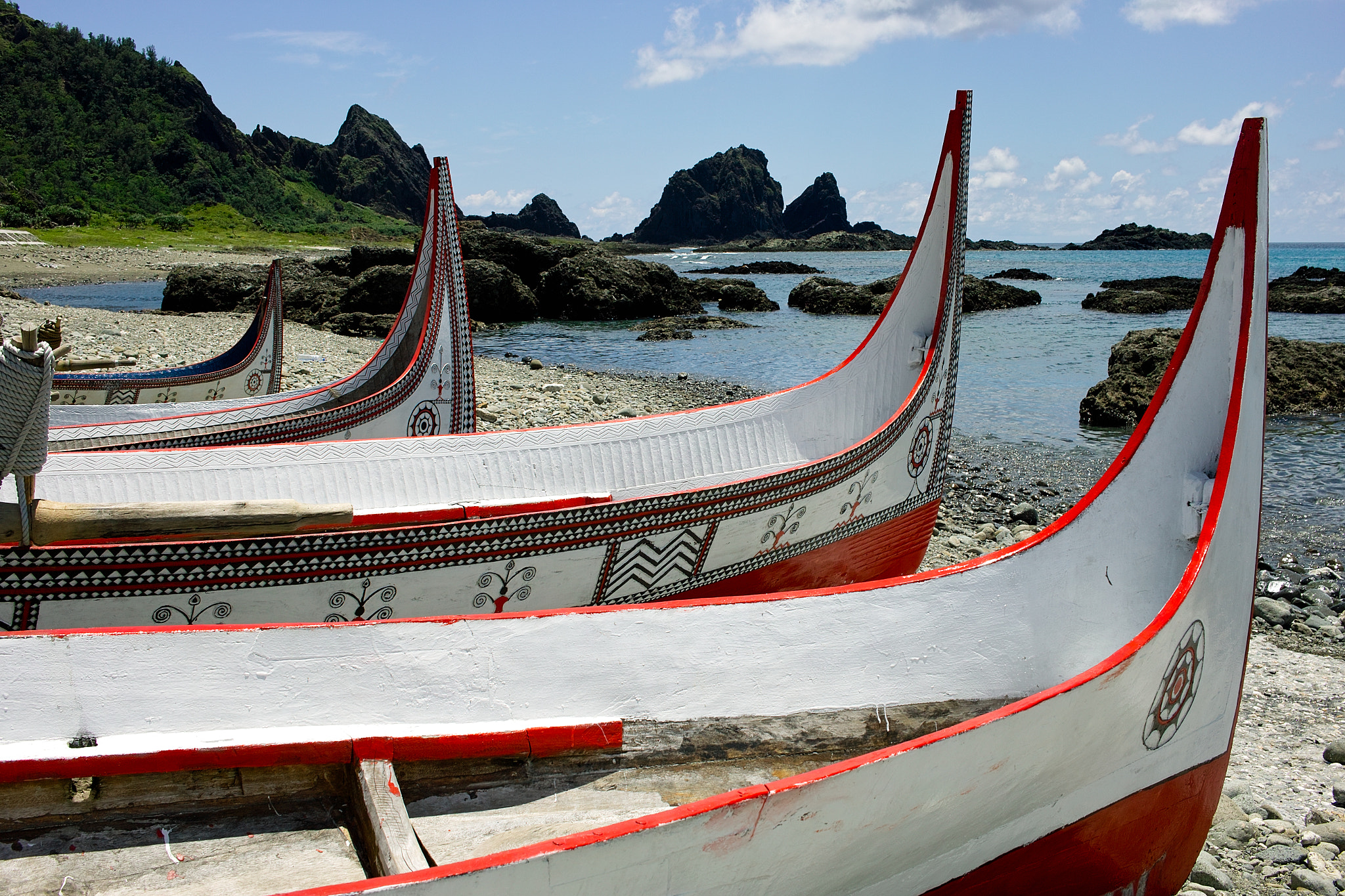
Татала, традиційні даоські човни

Тао — єдиний корінний народ Тайваню з морською культурою. Народи тао ділять свій рік на три окремі сезони риболовлі: район, тейтейка та амінь. Район еквівалентний весні та охоплює період з лютого по травень. Це вважається сезоном летючої риби, під час якого чоловіки ловлять рибу для обрядового використання. Тейтейка триває з червня по жовтень і означає закінчення періоду лову летючої риби на поверхні. Нарешті, амійський сезон означає пору року, проведену в очікуванні повернення летючої риби. Цей сезон триває з листопада по січень. Протягом двох останніх сезонів рибу не можна ловити для церемоніального використання. Під час міжсезоння люди дао займаються виробництвом товарів і відпочинком. Риболовля — це основний спосіб заробляти на життя на острові.
Вирішальним компонентом життя тао є будівництво їхніх рибальських човнів. Будучи пристроєм, який використовується для їхнього єдиного способу забезпечення прожитку та грошової вигоди, вони приділяють велику увагу виробництву цих засобів. Вони роблять свої човни з кількох дерев'яних дощок, сформованих сокирою. Через те, що їхні човни зроблені не з одного стовбура дерева чи колоди, їх не можна вважати каное. Вони з'єднують дерев'яні дошки за допомогою дюбелів і ротанга. Після того, як вони успішно побудували човен, тао вирізають візерунки та розмальовують їх традиційними червоним, білим і чорним кольорами. Потім вони прикрашають ніс і корму човна прикрасами з курячого пір'я. Корпус човна зазвичай складається з трьох основних візерунків: людська фігура, око човна та хвилі. Людська фігура символізує героїзм через зображення найдавнішої людини тао. Око човна складається з різноманітних концентричних кіл, облямованих трикутниками. Їх композиція символізує сонячне проміння і вважається відлякуванням злих духів, які можуть викликати катастрофи на морі. Зазвичай вони роблять човни на 1–3 особи, 6 осіб, 8 осіб або 10 осіб. Однак, незалежно від розміру човна, форма залишається незмінною. Нос і корма човна мають круті дуги, спрямовані вгору, що забезпечує стабільність і круті повороти. Вони вважають човен продовженням людського тіла, тому будівництво човна вважається священною місією. Для тао будівництво човнів є найвищим творінням краси.
Після завершення будівництва човна, його власник проведе велику церемонію спуску на воду. Щоб відсвяткувати, жінки тао надягають свої намиста з агату та восьмикутні дерев'яні капелюшки за кілька днів до справжньої події. У самий день церемонії спуску на воду народ тао збирається і ріже свиней як жертву, а власник човна пропонує м'ясо та таро всім сім'ям у своїй громаді. Чоловіки, одягнені в традиційний одяг, кружляють навколо спускового човна, виконуючи церемоніальні ритуали, щоб відігнати злих духів, перш ніж відправити його у воду. Вони також кілька разів підкидають човен у повітря перед спуском. Церемонія вважається завершеною, коли човен залишається на плаву.

### Одяг і плаття

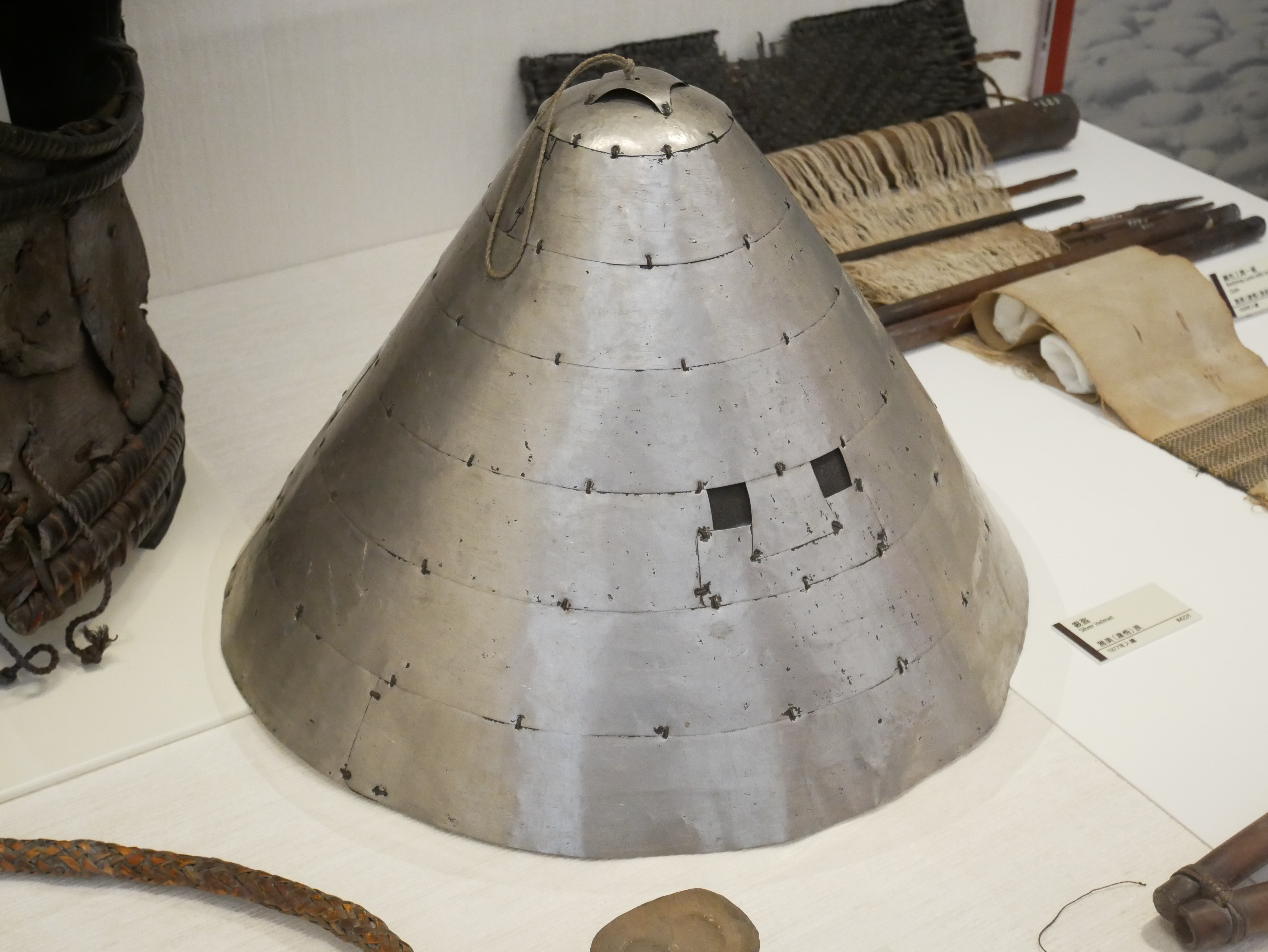
Шолом із жерсті

Традиційний одяг тао складається з простих одноколірних тканин з натуральних рослинних волокон. Зважаючи на характер своїх рибальських завдань, чоловіки зазвичай носять лише набедрену пов'язку та жилет без коміра. Це також допомагає їм краще справлятися із задушливою спекою. Жіноче вбрання зазвичай складається з тканини або короткого жилета, який покриває верхню частину тіла, і тканини, схожої на фартух, яка покриває нижню частину тіла. Для особливих або урочистих випадків чоловіки та жінки носять синьо-білі жилети на додаток до яскравих аксесуарів, таких як восьмикутний дерев'яний капелюх для жінок і срібні шоломи для чоловіків. Під час похоронів і трауру жінки одягають верхній одяг навиворіт, а чоловіки одягають на голову шматок тканини виворітною стороною. Також табу вважається носіння одягу з непарною кількістю синіх або чорних смуг. Тому викрійки одягу зазвичай складаються з 8-12 смуг. Ні в ритуальних, ні в повсякденних ситуаціях люди тао не носять взуття.

## Харчування
Методи виробництва народів тао поділяються на дві основні категорії: сільське господарство та рибальство. Завдяки здатності таро рости в різноманітних кліматичних умовах, воно є важливою частиною харчування тао. Народ тао на вузьких прибережних рівнинах висаджує таро, тому їх раціон складається з таро у заболочених місцях і солодкої картоплі таро. Їхня їжа поділяється на дві групи: канен і якан. Канен вважається першою стравою, схожою на рис, а якан — гарніром. Жінкам доручено збирати та готувати канен, а чоловікам — шукати якан.
Вирішальним аспектом щоденного раціону тао є морепродукти. У той час як чоловіки в першу чергу відповідають за риболовлю, жінки відповідають за збір черепашок, водоростей і меншої риби з ям уздовж берега. Чоловіки займаються як підводним, так і сітним ловом риби як засобом прожитку. Вся риба класифікується як рахед або ойод. Рахедна риба вважається поганою, тому її їдять лише чоловіки. Риба ойод вважається справжньою рибою, і її можуть їсти як чоловіки, так і жінки.

## Владні відносини

Прапор народу тао

Рада корінних народів — урядовий орган на рівні кабінету міністрів, який обслуговує потреби корінного населення країни. Народ тао є одним із шістнадцяти тубільних народів, представлених радою. Люди тао не мають формальної ієрархічної структури. Коли виникають суперечки, залучені родини закликають вирішити ситуацію. Соціальними справами керують чоловіки-голови сімей та члени рибальської громади.
У 1967 році уряд Тайваню втрутився, щоб надати людям тао бетонні будинки, що є актом, який аборигенна спільнота вважала образою їхньої культури. Однак більшість тао зараз живуть у цих будинках із додаванням павільйонів під відкритим небом. Через відносну віддаленість острова йому не вистачає еквівалентної інфраструктури транспорту, охорони здоров'я чи освіти порівняно з головним островом. Однак у 2007 році офіційний представник Ради корінних народів заявив, що вона збільшить свій бюджет для допомоги аборигенним групам Тайваню.

## Ядерні відходи
Тайванська енергетична компанія (Taipower) завершила будівництво сховища ядерних відходів на острові Орхідей у 1982 році. У закладі зберігаються відходи трьох діючих атомних електростанцій Тайваню. З моменту будівництва на острів було заведено 98 700 бочок сміття.
З моменту будівництва сховище зустрічало опір. Через мовний бар'єр народ тао не знав, що на їхньому острові будується ядерне сховище. Під час його будівництва робітники розповідали остров'янам, що вони будують харчово-консервний завод, який допоможе місцевій економіці. У 1987 році, коли люди тао нарешті дізналися про небезпеку ядерних відходів, вони почали протести, які тривали більше двадцяти років. За десятиліття, що минули після будівництва сховища, надходили повідомлення про збільшення рівня захворюваності на рак. У 2007 році компанія Taipower пообіцяла вивезти всі ядерні відходи до 2016 року. 22 листопада 2019 року уряд присудив жителям острова Орхідей 2,55 мільярда NTD (83,6 мільйона доларів США) як компенсацію за сховище ядерних відходів, яке, як було визначено, було побудовано без їхнього відома чи згоди.